# Miserey
Miserey est une commune française située dans le département de l'Eure, en région Normandie.

## Géographie
Miserey est une commune du Centre du département de l'Eure en région Normandie.
Elle se situe entre Évreux et Pacy-sur-Eure.

### Hydrographie
La commune est située dans le bassin Seine-Normandie. Elle est drainée par le cours d'eau 01 de la Vallée de la Longue Haie,.

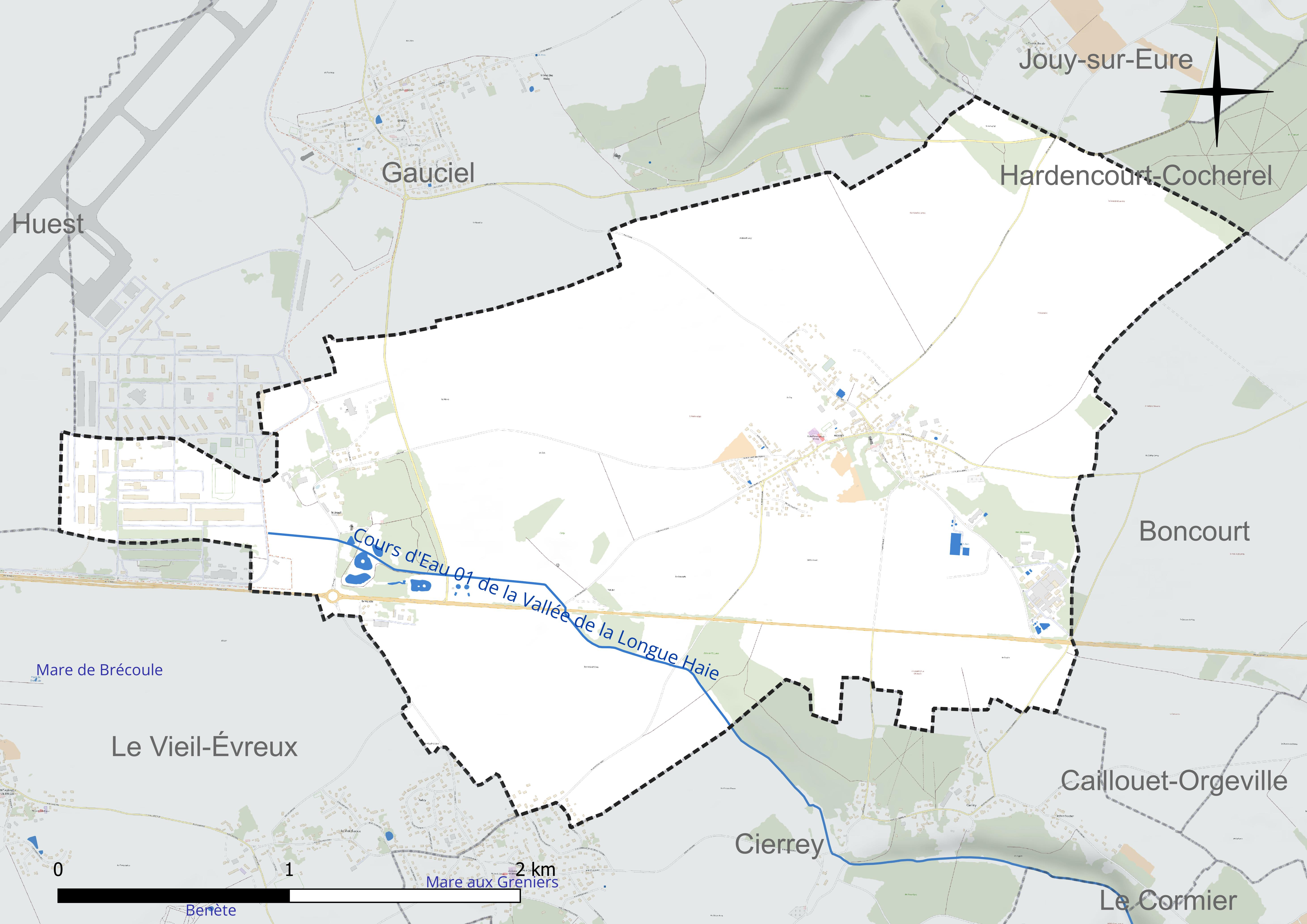
Réseau hydrographique de Miserey.

### Climat
Pour des articles plus généraux, voir Climat de la Normandie et Climat de l'Eure.
En 2010, le climat de la commune est de type climat océanique dégradé des plaines du Centre et du Nord, selon une étude du CNRS s'appuyant sur une série de données couvrant la période 1971-2000. En 2020, Météo-France publie une typologie des climats de la France métropolitaine dans laquelle la commune est exposée à un climat océanique et est dans la région climatique  Sud-ouest du bassin Parisien, caractérisée par une faible pluviométrie, notamment au printemps (120 à 150 mm) et un hiver froid (3,5 °C). Parallèlement le GIEC normand, un groupe régional d’experts sur le climat, différencie quant à lui, dans une étude de 2020, trois grands types de climats pour la région Normandie, nuancés à une échelle plus fine par les facteurs géographiques locaux. La commune est, selon ce zonage, exposée à un « climat des plateaux abrités », correspondant aux plaines agricoles de l’Eure, avec une pluviométrie beaucoup plus faible que dans la plaine de Caen en raison du double effet d’abri provoqué par les collines du Bocage normand et par celles qui s’étendent sur un axe du Pays d'Auge au Perche.
Pour la période 1971-2000, la température annuelle moyenne est de 10,5 °C, avec  une amplitude thermique annuelle de 14,4 °C. Le cumul annuel moyen de précipitations est de 666 mm, avec 11 jours de précipitations en janvier et 8,1 jours en juillet. Pour la période 1991-2020, la température moyenne annuelle observée sur la station météorologique la plus proche, située sur la commune de Huest à 5 km à vol d'oiseau, est de 11,2 °C et le cumul annuel moyen de précipitations est de 600,6 mm,. Pour l'avenir, les paramètres climatiques de la commune estimés pour 2050 selon différents scénarios d’émission de gaz à effet de serre sont consultables sur un site dédié publié par Météo-France en novembre 2022.

## Urbanisme

### Typologie
Au 1er janvier 2024, Miserey est catégorisée commune rurale à habitat dispersé, selon la nouvelle grille communale de densité à 7 niveaux définie par l'Insee en 2022.
Elle est située hors unité urbaine. Par ailleurs la commune fait partie de l'aire d'attraction d'Évreux, dont elle est une commune de la couronne,. Cette aire, qui regroupe 108 communes, est catégorisée dans les aires de 50 000 à moins de 200 000 habitants,.

### Occupation des sols
L'occupation des sols de la commune, telle qu'elle ressort de la base de données européenne d’occupation biophysique des sols Corine Land Cover (CLC), est marquée par l'importance des territoires agricoles (81,8 % en 2018), en diminution par rapport à 1990 (82,7 %). La répartition détaillée en 2018 est la suivante : 
terres arables (81,8 %), zones industrielles ou commerciales et réseaux de communication (7,7 %), forêts (5,5 %), zones urbanisées (5,1 %). L'évolution de l’occupation des sols de la commune et de ses infrastructures peut être observée sur les différentes représentations cartographiques du territoire : la carte de Cassini (XVIIIe siècle), la carte d'état-major (1820-1866) et les cartes ou photos aériennes de l'IGN pour la période actuelle (1950 à aujourd'hui).

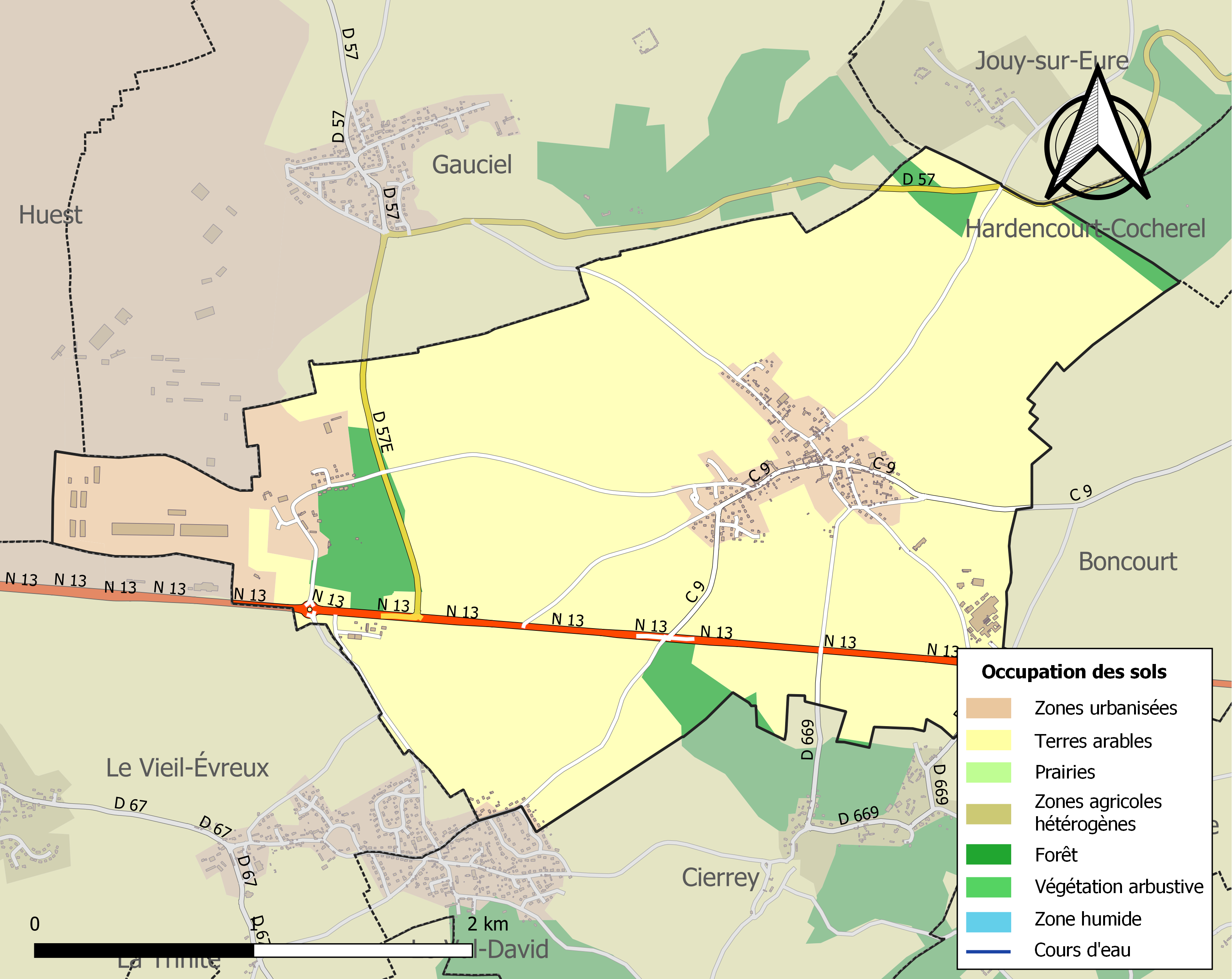
Carte des infrastructures et de l'occupation des sols de la commune en 2018 (CLC).

## Toponymie
Le nom de la localité est attesté sous la forme Miseri au XIe siècle, Misere en 1200 (charte de la léproserie d’Évreux) et en 1379 (reg. de l’Échiquier), Mezere en 1469, Myserey en 1543 (épitaphe de Robert de Pommereul), Misere en 1623 (archives de l’hôtel de ville d’Évreux), Miseray en 1801.

## Politique et administration
| Période                                  | Période  | Identité     | Étiquette  | Qualité |
| ---------------------------------------- | -------- | ------------ | ---------- | ------- |
| mars 2014                                | En cours | Hervé Gilles | SE puis PP | Cadre   |
| Les données manquantes sont à compléter. |          |              |            |         |

## Démographie
L'évolution du nombre d'habitants est connue à travers les recensements de la population effectués dans la commune depuis 1793. Pour les communes de moins de 10 000 habitants, une enquête de recensement portant sur toute la population est réalisée tous les cinq ans, les populations de référence des années intermédiaires étant quant à elles estimées par interpolation ou extrapolation. Pour la commune, le premier recensement exhaustif entrant dans le cadre du nouveau dispositif a été réalisé en 2006.

En 2022, la commune comptait 599 habitants, en évolution de −5,52 % par rapport à 2016 (Eure : −0,25 %, France hors Mayotte : +2,11 %).
| 1793 | 1800 | 1806 | 1821 | 1831 | 1836 | 1841 | 1846 | 1851 |
| ---- | ---- | ---- | ---- | ---- | ---- | ---- | ---- | ---- |
| 292  | 261  | 290  | 258  | 321  | 314  | 344  | 355  | 342  |

| 1856 | 1861 | 1866 | 1872 | 1876 | 1881 | 1886 | 1891 | 1896 |
| ---- | ---- | ---- | ---- | ---- | ---- | ---- | ---- | ---- |
| 344  | 329  | 343  | 308  | 297  | 297  | 293  | 278  | 234  |

| 1901 | 1906 | 1911 | 1921 | 1926 | 1931 | 1936 | 1946 | 1954 |
| ---- | ---- | ---- | ---- | ---- | ---- | ---- | ---- | ---- |
| 237  | 236  | 232  | 211  | 214  | 220  | 200  | 191  | 267  |

| 1962 | 1968 | 1975 | 1982 | 1990 | 1999 | 2006 | 2011 | 2016 |
| ---- | ---- | ---- | ---- | ---- | ---- | ---- | ---- | ---- |
| 323  | 302  | 357  | 431  | 448  | 473  | 506  | 544  | 634  |

| 2021 | 2022 | - | - | - | - | - | - | - |
| ---- | ---- | - | - | - | - | - | - | - |
| 616  | 599  | - | - | - | - | - | - | - |

## Culture locale et patrimoine

### Lieux et monuments
- Gisacum se trouve sur une partie du territoire communal
- Monument commémoratif de la journée du 17 août 1978 au cours de laquelle les aérostiers américains Anderson, Abruzzo et Newman atterrissent à bord de leur ballon à gaz Double Eagle II, réalisant la première traversée de l'Atlantique en ballon d'ouest en est.
- Parc du château[21], des XVIIe siècle ou XIXe siècle (?), puis XIXe et XXe siècles. Les jardins sont labellisés  Jardin remarquable. Le château du XVIIe siècle est paré de briques roses et de pierre de Vernon.
- Église Saint-Martin, des XIIe, XVe, XVIe et XIXe siècles.

#### Vitraux du chœur de l'église

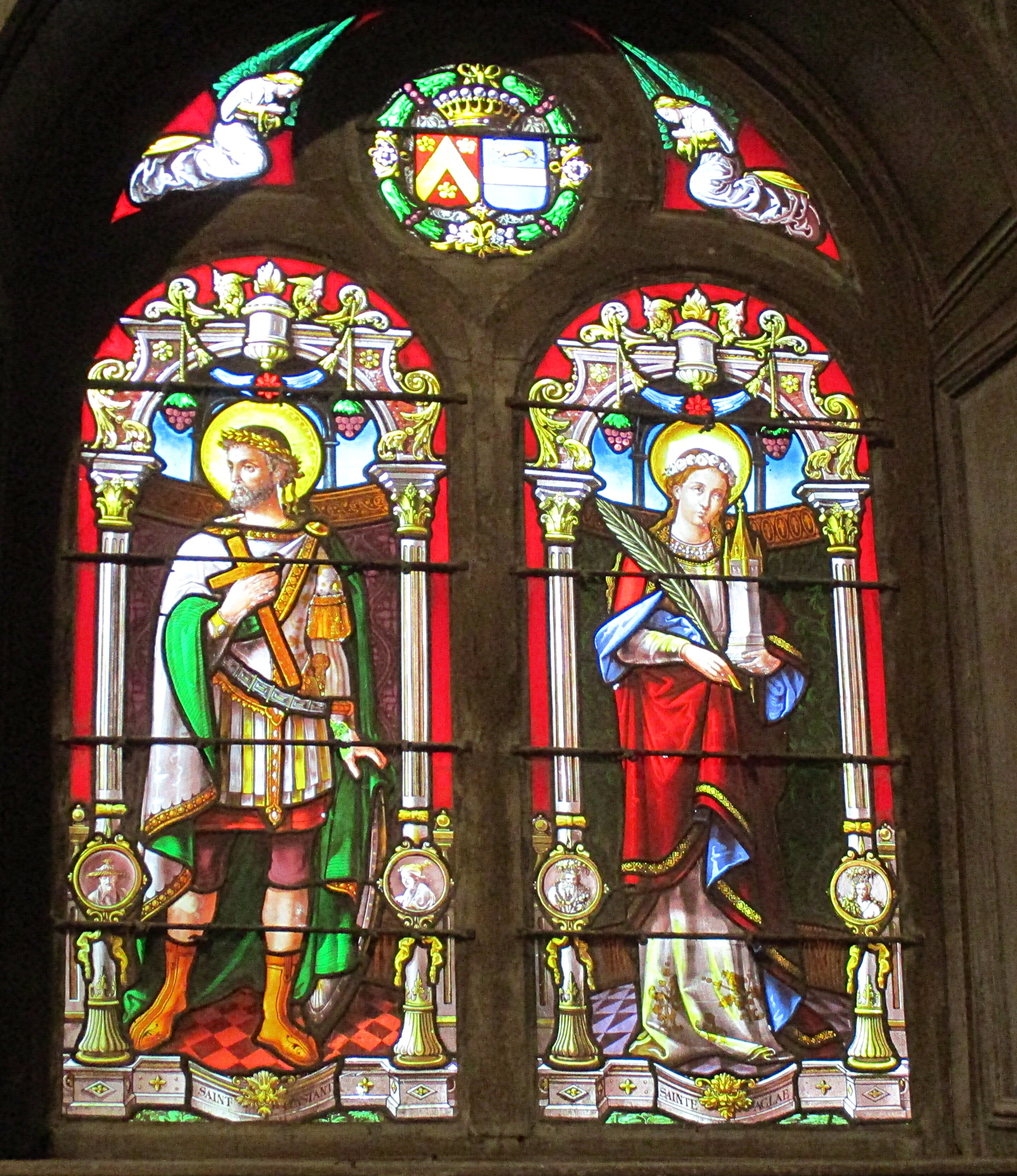
Saint Constant et sainte Aglaé.
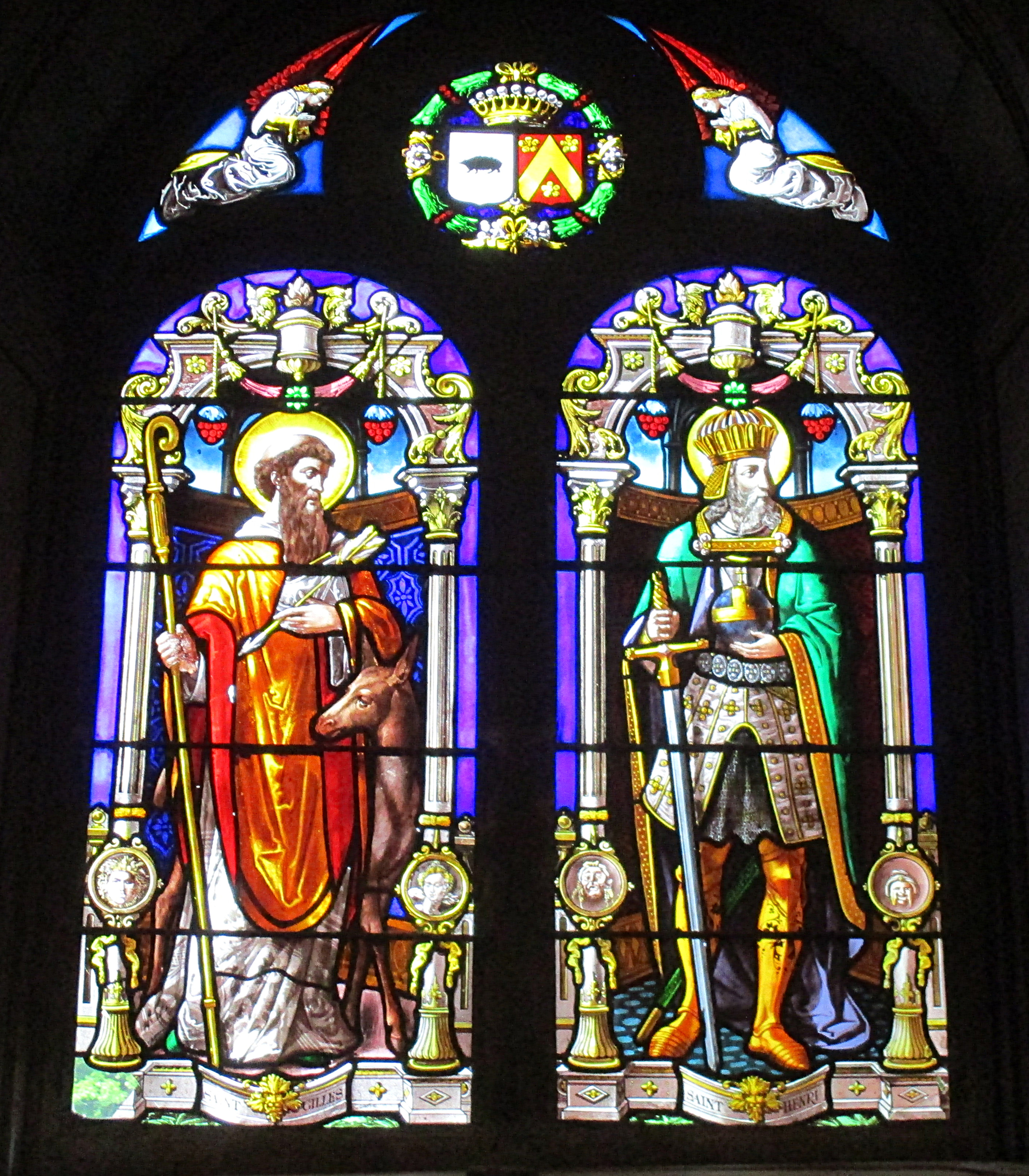
Saint Gilles et saint Henri.
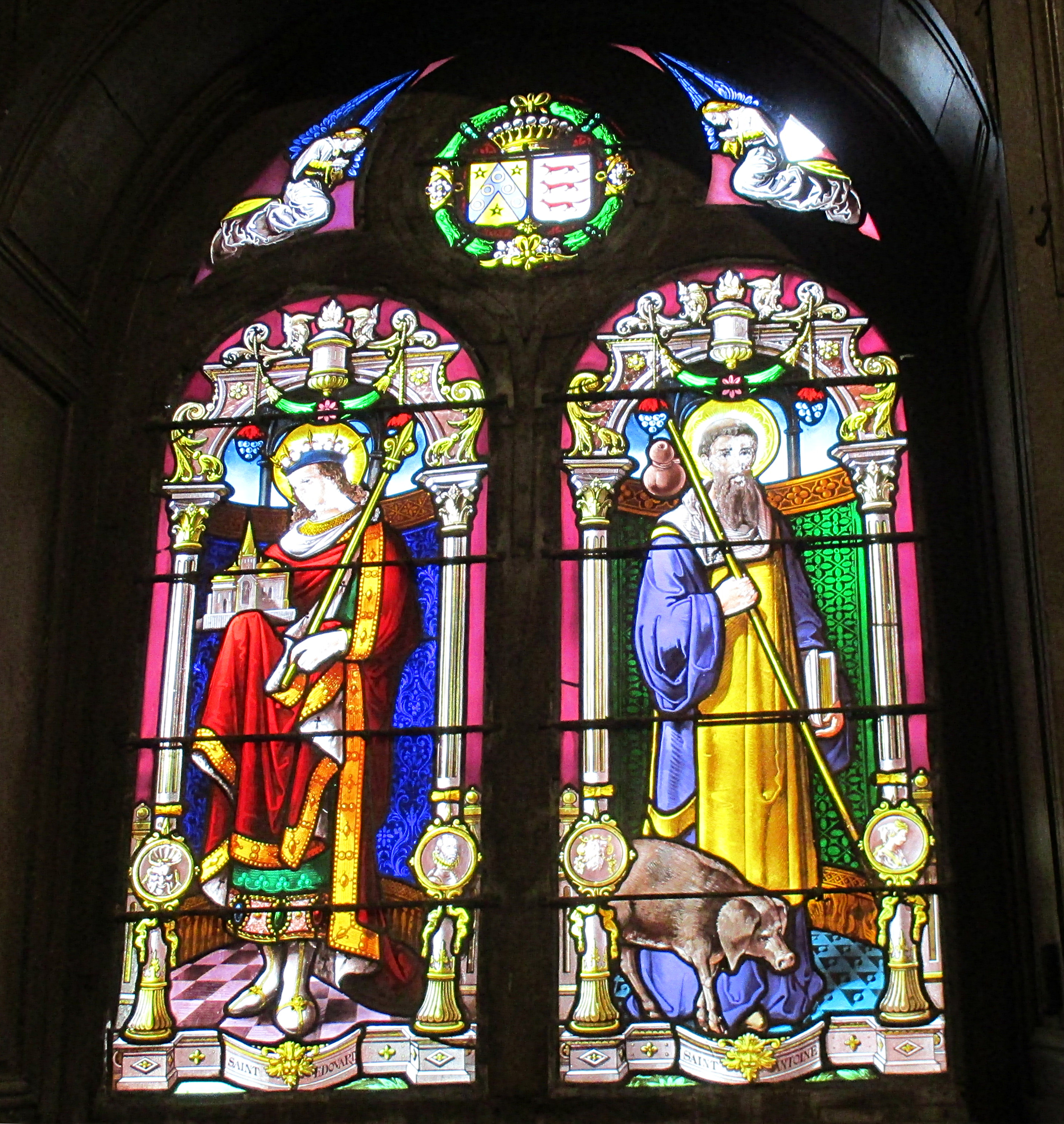
Saint Edouard et saint Antoine.
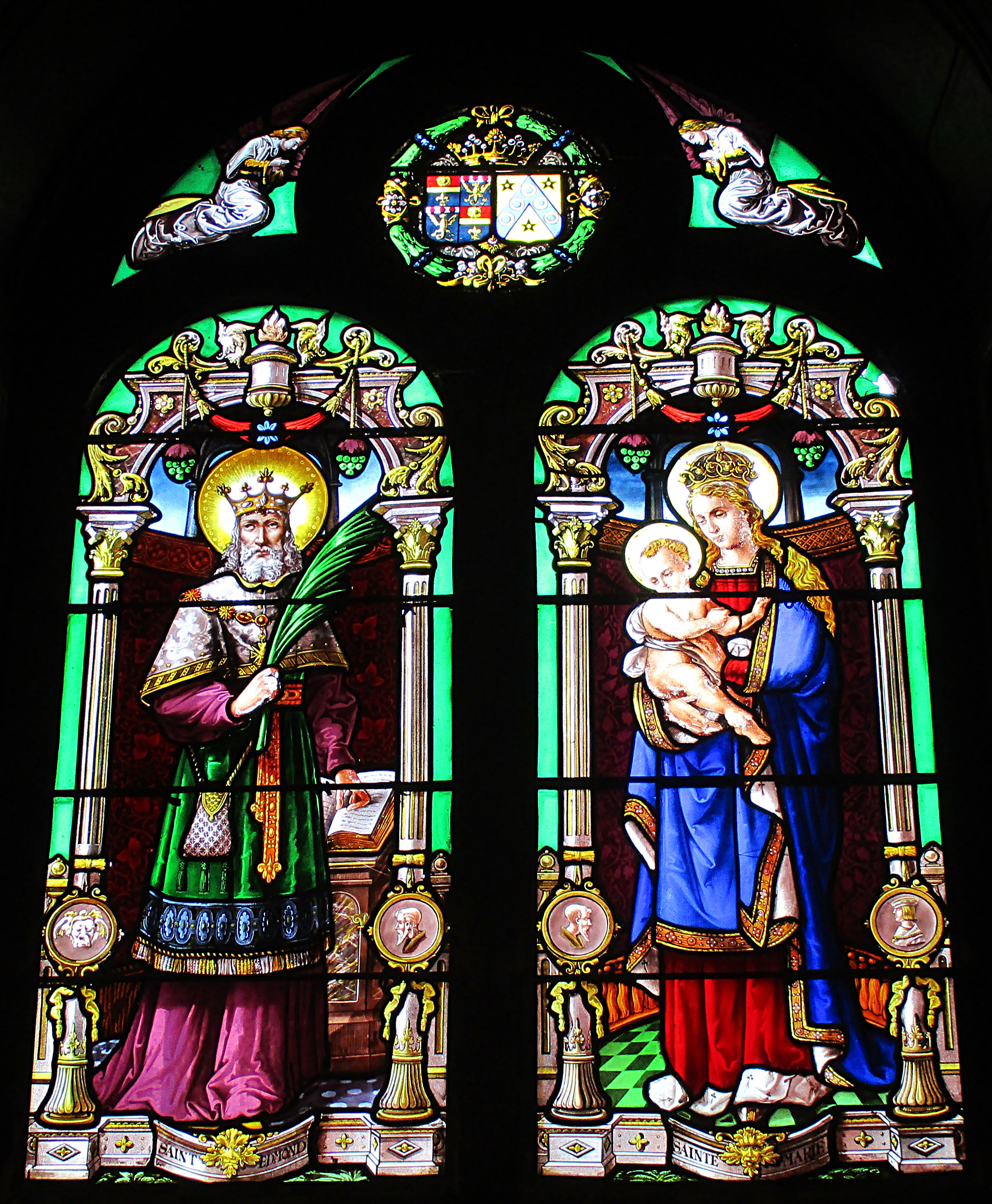
Saint Edmond et sainte Marie.

### Patrimoine naturel

#### Site classé
- Le domaine du château,  Site classé (1999)[22].